# 2014 TF86
2014 TF86 est un objet transneptunien, faisant partie des cubewano, de magnitude absolue 6,7.
Son diamètre est estimé à environ 200 km.